# 克利希市政厅站
克利希市政厅站 （法語：Mairie de Clichy）是巴黎地鐵的一個車站。克利希市政厅站位於克利希，是巴黎地鐵13號線西北部支線的一個車站。克利希市政厅站開通於1980年，是巴黎地鐵13號線延長工程的一部分。

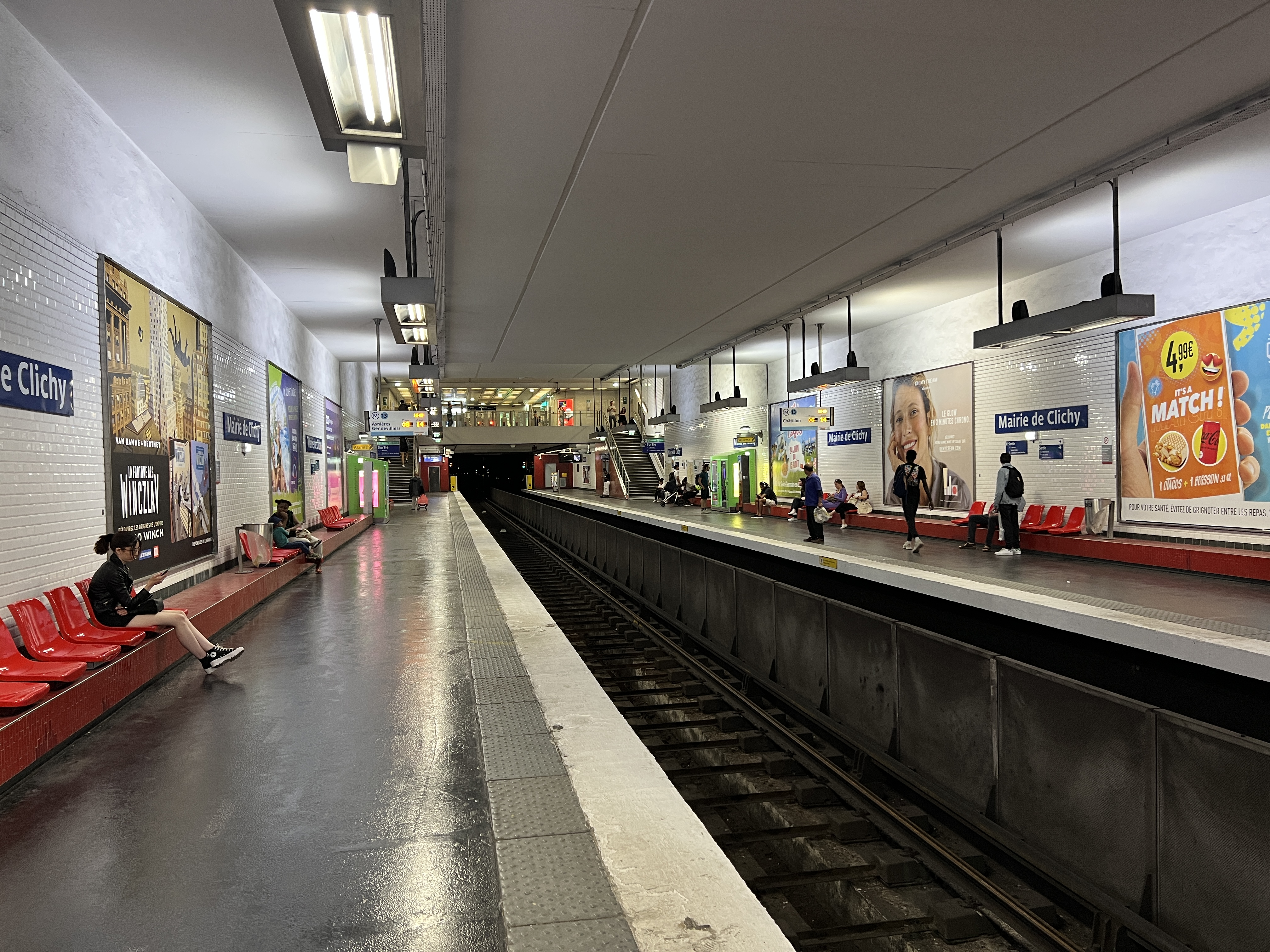
月台（2022年7月）

## 車站結構
| 街道層     |                    |                                 |
| B1         | 夾層               |                                 |
| 13號線月台 | 側式月台，右側開門 | 側式月台，右側開門              |
| 13號線月台 | 北行               | 往莱库尔蒂耶（加布里埃尔·佩里） |
| 13號線月台 | 南行               | 往沙蒂永-蒙魯日（克利希門）     |
| 13號線月台 | 側式月台，右側開門 |                                 |